# Fryderyk Gerbowski
Fryderyk Gerbowski (ur. 17 stycznia 2003 w Warszawie) – polski piłkarz, grający na pozycji ofensywnego pomocnika. Zawodnik Stali Mielec.